# Valentí Almirall i Llozer
Valentí Almirall i Llozer   (Barcelona, 8 de març de 1841 - Barcelona, 20 de juny de 1904) fou un advocat, periodista i polític català, considerat un dels pares del catalanisme modern i, més concretament, d'un catalanisme d'esquerres fèrriament federalista.

## Biografia

### Educació
Era fill de Josep Almirall i Alier, comerciant de drogues i colonials, i de Josepa Llozer i Cebrià, hereva dels barons del Papiol, un títol que Valentí sempre va evitar, tot i que li corresponia per primogenitura. Va estudiar a l'Escola de Belles Arts de Barcelona, però hagué de deixar-la per haver criticat el professor Claudi Lorenzale. Sabia parlar grec, llatí, francès, anglès, italià i alemany, fet que li permeté viatjar i conèixer l'activitat cultural i intel·lectual moderna europea. A la Universitat de Barcelona, va estudiar filosofia entre el 1854 i el 1857, i després dret entre el 1857 i el 1863, any en què es va llicenciar, però rarament va exercir l'advocacia. Sovint anava a les tertúlies de la rebotiga de l'escriptor Frederic Soler Pitarra (amb qui va iniciar el teatre modern en la llengua catalana «que ara es parla»), on es trobava amb altres intel·lectuals com ara Gonçal Serraclara, Conrad Roure, Anselm Clavé, Josep-Lluís Pellicer, Innocenci López, Josep Feliu i Codina…

### Vida política
La seva situació econòmica benestant i la poca vocació que tenia per a exercir com a advocat l'empenyeren cap a la política activa. Participà en la preparació i en els fets de la Revolució del 1868 a Barcelona; dirigí El Federalista i col·laborà en la Revista Republicano-Federal, des de la qual publicà opuscles força radicals com Guerra a Madrid! i Bases para la Constitución federal de la Nación Española y para la del Estado de Cataluña. Observaciones sobre el modo de plantear la confederación en España. Es declarà hostil a tota mena d'entesa amb els monàrquics i prengué part important en el pacte de Tortosa (18 de maig del 1869), signat entre representants d'entitats republicanes de Catalunya, el País Valencià, les Illes Balears i Aragó.
Entre 1868 i 1881, milità en el Partit Republicà Democràtic Federal (PRDF) en què era el principal dirigent dels federals intransigents de Barcelona, un grup minoritari dins del republicanisme federal, que es vertebrava al voltant del Club dels Federalistes (1868-1869), del qual en fou escollit primer president, i del diari El Estado Catalán (1869-1870 i 1873). Entre el 1868 i el 1869, va orientar la publicació El Federalista, que es caracteritzà pel seu dogmatisme, intransigència, maximalisme i idealisme. Volien transformar l'estat centralista i uniformitzador espanyol en un estat federal i descentralitzat, amb una revolució federal des de baix, sorgida de la iniciativa de les classes populars; una revolució federal que implicaria la divisió de la sobirania espanyola entre les regions històriques i el govern de la federació. Tant era així que, el 1868, va publicar unes Bases para la Constitución federal de la Nación Española y para la del Estado de Catalunya; en aquest mateix sentit, va participar del Pacte de Tortosa entre republicans de Catalunya, el País Valencià, les Balears i Aragó i, aquell mateix any, va fundar el diari federalista El Estado Catalán.

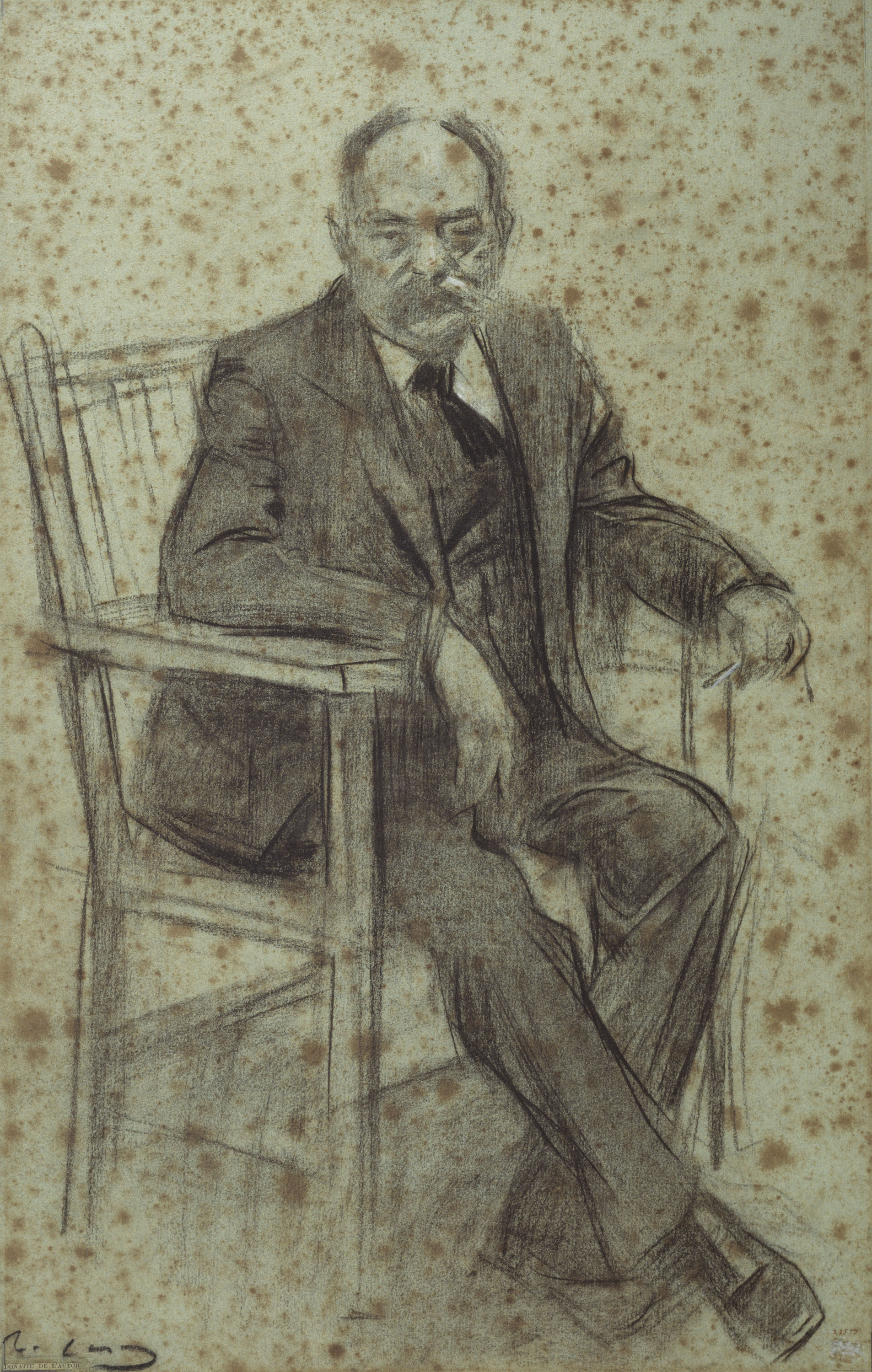
Vist per Ramon Casas, (MNAC)

Prengué part en la revolta federal de Barcelona de setembre del 1869. Fou fet presoner i internat a les Balears, però juntament amb altres presos aconseguí evadir-se. Va fugir a Alger i d'ací a Marsella, on residí fins a la concessió d'una amnistia. Novament a Barcelona, es presentà a les eleccions com a alcalde, però es negà a un jurament incompatible amb el republicanisme i no pogué ocupar el càrrec. Participà també en la revolta contra les quintes de l'abril del 1870 amb els seus articles en La Campana de Gràcia. El 1871, el llavors president de la Diputació de Barcelona, Anselm Clavé, el va nomenar director de la Casa de la Caritat de la capital, on va treballar amb criteris racionalistes i humanistes (i d'on dimitiria més endavant en el moment en què va caure la República).

### Primera República espanyola
Quan es proclamà la Primera República espanyola l'11 de febrer del 1873 es traslladà a Madrid, on continuà publicant El Estado Catalán (8 de març-11 de juny del 1873), propagador del federalisme català. Però aviat es mostrà en desacord amb el desenvolupament de la República, i tornà a Barcelona.

### Restauració borbònica
Durant la restauració borbònica, va disminuir la seva activitat pública, i intentà dedicar-se a la literatura amb el pseudònim A. Z. Sota. De fet, el 1879, va publicar les seves dues novel·les. Un any abans, el 1878, havia estat nomenat president de l'Ateneu Lliure de Barcelona.
El 4 de maig del 1879, començà a publicar el Diari Català, el primer diari en llengua catalana, que va dirigir fins a suspendre'l el juny del 1881, quan va trencar amb Francesc Pi i Margall i la majoria del Partit Republicà Democràtic Federal català. El 1880, fou un dels organitzadors del Primer Congrés Catalanista, i en fou elegit president per la majoria dels congressistes. El 1881, intervingué en l'organització del Congrés Català de Jurisconsults, en què defensà enèrgicament el dret català. El 1882, fundà el Centre Català de Barcelona (que el 1884 es transformaria en partit polític), i n'esdevingué secretari mentre que el seu amic Frederic Soler i Hubert «Pitarra» n'esdevenia president. El 1883, des del Centre Català, va organitzar el Segon Congrés Catalanista, que condemnà la participació dels catalans en partits polítics sotmesos a la disciplina dels de Madrid.
Convertit en capdavanter de la reivindicació catalanista, el 1885, fou el redactor ponent del Memorial de greuges, i es traslladà a Madrid integrat en la comissió que lliurà el document al rei Alfons XII. El 1886, va publicar la seva obra cabdal, Lo catalanisme, primera exposició sistemàtica de la doctrina catalanista. El 1887, fou elegit president del Centre Català, però la seva actitud hostil al projecte de l'Exposició Universal de Barcelona i a l'alcalde Francesc Rius i Taulet va provocar l'escissió dels elements conservadors més joves, que fundaren la Lliga de Catalunya. S'oposà a la designació de la regent Maria Cristina d'Àustria com a reina dels Jocs Florals del 1888, i n'organitzà uns d'alternatius.
La caiguda de la influència política del Centre Català va afavorir la influència de la jove Lliga de Catalunya; i juntament amb la davallada de la seva salut, aquests fets van fer que el seu caràcter es tornés ressentit. Fou marmessor del difunt Rossend Arús, motiu pel qual va fundar el 1895 la Biblioteca Arús. Així i tot, el 1896, fou elegit president de l'Ateneu Barcelonès, i hi pronuncià un notable discurs presidencial sobre el regionalisme, i des d'aquest càrrec cridà l'atenció sobre el procés de Montjuïc. Alguns petits nuclis federalistes i republicans, així com Alejandro Lerroux, intentaren de recuperar-lo políticament, però ell no ho va voler.
L'any 1898 es va casar amb la seva companya, Rosalia Palma Rodríguez, fent servir una argúcia per a evitar haver-ho de fer a la vicaria: es van casar in articulo mortis. Finalment, va morir d'apoplexia, tot cedint la seva casa a la ciutat de Barcelona per a crear-hi una escola pública, i donà els seus llibres a la Biblioteca Arús.
A Vallvidrera es conserva la torre on residia (al frontis s'hi llegeix «V. Amirall») i, al costat d'aquesta, una casa on la seva vídua va reunir la seva biblioteca. Data de 1924 i la decoració és plena de simbologia maçònica.

## Obres
- Idea exacta de la Federación. La República Federal Española. Datos para su organización (1873)
- El alma al diablo (1878), novel·la
- Una autoridad modelo. Historia de un gobernador de orden (1878) novel·la
- Escritos catalanistas. El Renacimiento catalán, las leyes forales y el carlismo en Cataluña (1878)
- La Casa de Caridad de Barcelona (1879)
- La Confederación suiza y la Unión americana. Estudio político comparativo (1881?)
- El Tiro federal suizo: descripción de la fiesta en 1883 (1883)
- Los Estados Unidos de América. Estudio Político (1884)
- Lo Catalanisme. Motius que el legitimen, fonaments científics i solucions pràctiques (1886)
- Poesia del Regionalisme (1886)
- España tal como es (1886)
- Regionalisme i particularisme (1901)
- Aspecte polític i social del renaixement català (1901)